# Afrikaanse slanghagedis
De Afrikaanse slanghagedis (Feylinia currori) is een hagedis uit de familie skinken (Scincidae).

## Naamgeving en taxonomie
De wetenschappelijke naam van de soort werd voor het eerst voorgesteld door John Edward Gray in 1845. De classificatie van het geslacht Feylinia is al lang aan verandering onderhevig. De soorten lijken op zowel slanghazelwormen (Dibamidae) als wormhagedissen (Amphisbaenia) maar zijn uiteindelijk bij de skinken ingedeeld. Sommige onderzoekers vonden dat het geslacht Feylinia een eigen familie verdient (Feylinidae) binnen de groep van de hagedissen.

## Uiterlijke kenmerken
De Afrikaanse slanghagedis bereikt een totale lichaamslengte tot ongeveer 35 centimeter. De juvenielen zijn slechts enkele centimeters lang en door de roze kleur lijken ze sterk op een regenworm. Na enkele maanden begint de kleur te veranderen, om als ze volwassen zijn om te slaan in een grijze tot donkergrijze of bijna zwarte kleur. Er is enige variatie en er komen zelfs grijsblauwe exemplaren voor die sterk afsteken tegen de bosbodem waarin ze leven.
Het lichaam is relatief dik en massief zoals bij veel slangen het geval is. De kop is hagedisachtig; de ogen, jukbeenderen en bek zijn goed zichtbaar en de kop is afgeplatter dan veel worm- of blinde hagedissen. De ogen zijn klein en liggen onder een transparante schub, gehooropeningen ontbreken.

## Verspreiding en habitat
De Afrikaanse slanghagedis komt voor in delen van tropisch Afrika en leeft in de landen Angola, Centraal-Afrikaanse Republiek, Congo-Brazzaville,  Congo-Kinshasa, Gabon, Kameroen, Kenia, Nigeria, Sierra Leone en Tanzania.

## Levenswijze
De hagedis is een bodembewoner die soms graaft maar geen diepe holen maakt. Meestal ligt het dier onder een boomstam of dode bladeren om te rusten. Het voedsel bestaat voornamelijk uit termieten en soms worden andere prooien gegeten. In de regel is de hagedis te vinden in de buurt van een termietenheuvel.
De skink is levendbarend; de vrouwtjes zetten geen eitjes af maar de juvenielen komen levend ter wereld. Per keer worden twee tot drie jongen geboren.